# Fidèlement vôtre
Albums de Mireille Mathieu
Sentimentalement vôtre
(1977) Romantiquement vôtre
(1979)
Singles
1. À Blue Bayou
Sortie : 1978
2. Santa Maria de la Mer
Sortie : 1978
3. Un dernier mot d'amour
Sortie : 1978

Fidèlement vôtre est un album de la chanteuse française Mireille Mathieu sorti en 1978 sous le label Philips. 
Il contient notamment le tube Santa Maria de la Mer.
Certifié disque d'or, l'album s'est écoulé à plus de 200 000 exemplaires.

## Chansons de l'album
| 1.                     | Je t'aime avec ma peau     | Catherine Desage, Francis Lai                | 3:40 |
| 2.                     | Toi l'indien mon ami       | Dany Saval, Serge Prisset                    | 3:10 |
| 3.                     | Prière                     | Claude-Michel Schönberg                      | 4:22 |
| 4.                     | Des gens comme nous        | Eddy Marnay, Ralph Siegel                    | 4:37 |
| 5.                     | Un clown dans mon cœur     | Eddy Marnay, Anthony Newley, Leslie Bricusse | 3:16 |
| 6.                     | Santa Maria de la Mer      | Eddy Marnay, Christian Bruhn                 | 3:37 |
| 7.                     | Il peut neiger sur la Néva | Eddy Marnay, Emil Stern                      | 2:33 |
| 8.                     | À Blue Bayou               | Eddy Marnay, Roy Orbison, Joe Melson         | 3:57 |
| 9.                     | Quand tu es loin           | Claude-Michel Schönberg, Franck Pourcel      | 2:56 |
| 10.                    | Un peu de bleu             | Claude Lemesle, R. Leigh                     | 2:27 |
| 11.                    | Un dernier mot d'amour     | Claude Lemesle, Roberto Carlos, E. Carlos    | 3:42 |
| 38 minutes 27 secondes |                            |                                              |      |

## Crédits
Mireille est accompagnée par :
- le grand orchestre de Jean Musy (Je t'aime avec ma peau, À Blue Bayou, Un peu de bleu, Un dernier mot d'amour).
- le grand orchestre de Gabriel Yared (Toi, l'indien mon ami, Des gens comme nous, Un clown dans mon cœur).
- le grand orchestre de Raymond Gimenès (Prière).
- le grand orchestre de Christian Bruhn (Santa Maria de la Mer).
- le grand orchestre d'Alain Goraguer (Il peut neiger sur la Néva).
- Franck Pourcel et Gabriel Yared (Quand tu es loin).

La photographie de la pochette est de Norman Parkinson.